# Fútbol Club Barcelona (futebol feminino)
Fútbol Club Barcelona é um clube feminino de futebol fundado em 1988, sob o nome de Club Femení Barcelona, uma das principais equipes da Espanha. Disputa a Primeira Divisão Feminina, conquistou seis títulos da liga, sete Copas da Rainha, dez Copas da Catalunha, uma Supercopa da Espanha e três Champions League.
Desde a profissionalização do clube em 2015, o Barcelona se consolidou como o time de futebol feminino dominante da Espanha, tornando-se o time de maior sucesso da liga na Liga dos Campeões Feminina da UEFA e um dos times de futebol feminino de maior sucesso na Europa . Ganhou a Liga dos Campeões em 2021 , 2023 e 2024 ; com seu primeiro título da Liga dos Campeões, o Barcelona se tornou o primeiro (e único) time feminino espanhol a completar uma tríplice coroa continental e, com sua terceira vitória na Liga dos Campeões, tornou-se o primeiro (e único) time feminino espanhol a completar uma quádrupla coroa continental .

### Títulos
- Liga dos Campeões Feminina da UEFA: (3) 2020–21, 2022–23, 2023–24
- Liga F: (10) 2011–12, 2012–13, 2013–14, 2014–15, 2019–20, 2020–21, 2021–22, 2022–23, 2023–24, 2024–25
- Copa da Rainha: (11) 1994, 2011, 2013, 2014, 2017, 2018, 2019–20, 2020–21, 2021–22, 2023–24, 2024–25[2]
- Supercopa da Espanha Feminina: (5) 2019–20, 2021–22, 2022–23, 2023–24, 2024–25
- Segunda Federação Feminina: (4) 2001–02, 2002–03, 2003–04, 2007–08
- Copa Catalunya Feminina: (10) 2009, 2010, 2011, 2012 , 2014, 2015, 2016, 2017, 2018, 2019
- Copa Generalitat: (1) 1985